# Van-Diemen-Golf
Der Van-Diemen-Golf ist ein etwa 14.000 km² großer Golf im Norden Australiens zwischen dem Festland und der Melville-Insel. 
Der niederländische Seefahrer Abel Tasman erreichte im Jahr 1644 als erster Europäer dieses Gebiet und benannte die Bucht nach Antonio van Diemen, zu jener Zeit Generalgouverneur von Niederländisch-Indien.

## Geographie
Im Westen ist der Van-Diemen-Golf durch die Meerenge Clarence Strait mit der Timorsee verbunden, im Norden führt die Dundas Strait in die Arafurasee. Im Osten wird er begrenzt durch die Cobourg-Halbinsel.
Das südlich anschließende Festland ist charakterisiert durch ausgedehnte Ebenen, die durch einen schmalen Mangrovengürtel vom Meer getrennt sind. Hier münden einige Flüsse, wie Adelaide River, Mary River und die Alligator-Flüsse (West Alligator River, South Alligator River und East Alligator River), die für einen starken Sedimenteintrag in den Golf sorgen.
Die Wassertiefe erreicht bis zu etwa 100 m in der Dundas Strait, liegt ansonsten aber in der Regel unter 30 m.
Es treten starke Tidenhübe von drei bis vier Metern auf.

## Fauna
Die Riffe vor den Vernon-Inseln und in den Mündungsgebieten der Alligator-Flüsse sind Lebensraum für die Echte Karettschildkröte und die Suppenschildkröte.
Die Mündungsgebiete von Adelaide River und Mary River in der Bucht Chambers Bay sind ein wichtiger Lebensraum für Watvögel wie Stelzenläufer und Uferschnepfen sowie für bis zu 800.000 Spaltfußgänse, in den östlich anschließenden Feuchtgebieten im Mündungsraum der Alligator-Flüsse sogar für bis zu 1,6 Millionen.